# Fred Thompson
Fred Dalton Thompson (Sheffield, 19 d'agost de 1942 - Nashville, 1 de novembre de 2015) va ser un polític, advocat i actor estatunidenc. Membre del Partit Republicà dels Estats Units, va ser senador per Tennessee (1994-2003) i candidat presidencial per a les eleccions presidencials dels Estats Units de 2008.

## Primers anys
Va néixer en Sheffield, Alabama, i va créixer en Lawrenceburg, Tennessee. Va anar primer a la University of North Alabama i més tard a la Memphis State University, on es va graduar en Filosofia i Ciències Polítiques. En 1967 va obtenir la llicenciatura en Dret per la Universitat de Vanderbilt. Va ser admès en el Col·legi d'Advocats de Tennessee en 1967, i va començar a exercir com a assistent de fiscal (1969-1972).
En 1977 va portar un dels seus casos més cèlebres com a advocat.Plantilla:Cr El cas contra el Comitè d'Indults i Llibertat Condicional de l'Estat de Tennessee, comitè en el qual s'estaven cometent tot tipus d'abusos amb la compra i venda d'indults. El cas va acabar arruïnant la carrera política del llavors Governador de Tennessee, el demòcrata Ray Blanton.

## Investigació del Cas Watergate
En 1972 va dirigir la campanya de reelecció del Senador republicà Howard Baker. Això li va permetre arribar a Washington com a assistent del Senador Baker. En 1973 va treballar com a conseller legal del Comitè d'Investigació del cas Watergate en el Senat dels Estats Units, del que Howard Baker era el republicà de més alt rang. Fred Thompson de vegades era referit com el responsable de la pregunta que va realitzar el Senador Baker en el Comitè i que va ser considerada com un moment clau que va precipitar la caiguda del President Richard Nixon: «Què sabia el President, i quan ho va saber?». A més, també és famosa la pregunta que li va realitzar a l'assessor de Alexander Butterfield que va acabar per revelar públicament l'existència d'enregistraments a la Casa Blanca: «Senyor Butterfield, tenia vostè coneixement de l'existència d'un dispositiu d'enregistrament en el Despatx Oval?».
Més tard treballaria com a conseller de diferents comitès senatorials. Entre 1980 i 1981 va ser conseller especial del Comitè de Relacions Exteriors del Senat, i en 1982 va ser conseller especial del Comitè d'Intel·ligència del Senat.

## Senador per Tennessee (1994-2003)
En 1994 va decidir donar el salt a un càrrec electe. Va presentar la seva candidatura al Senat pel Partit Republicà. Competia en una elecció especial per l'escó que havia deixat vacant un any abans Al Gore en convertir-se en Vicepresident dels EUA. El 8 de novembre de 1994, coincidint amb un bon any per als republicans a nivell nacional, Thompson va derrotar àmpliament al demòcrata Jim Cooper, amb el 61% dels vots, la qual cosa representava la victòria més contundent obtinguda per ningú en la història electoral de Tennessee fins a aquest moment.
Només aterrar en el Senat dels Estats Units, va ser seleccionat pels seus col·legues republicans per emetre la resposta republicana a un discurs televisat del President Bill Clinton. Va ser reelegit al novembre de 1996 per a un mandat complet de sis anys. aquesta vegada va derrotar el seu rival demòcrata per un marge superior al de dos anys abans. En 2002 va decidir no presentar-se a la reelecció.
Va ser membre dels Comitès de Finances i Intel·ligència, membre del Grup de Treball per a la Seguretat Nacional, i president del Comitè d'Assumptes Governamentals del Senat entre 1997 i 2001. Des d'aquesta posició va dirigir les investigacions sobre l'escàndol del finançament de la campanya de reelecció del President Clinton i les al·legacions sobre els intents de la Xina d'influir en la política interna nord-americana finançant campanyes electorals.
Al febrer de 1999, durant les sessions pel Impeachment del President Bill Clinton per l'escàndol Lewinsky, el Senador Thompson va votar en contra del processament de Clinton, a diferència de la majoria dels senadors republicans del Sud. L'any 2000 va donar suport a la candidatura presidencial del Senador John McCain, de la campanya del qual va ser copresident. Més tard va acabar recolzant a George W. Bush i va estar entre els noms barrejats per aquest com a potencial candidat a la Vicepresidència dels EUA en les eleccions d'aquest any.

## Actor de cinema i televisió
Fred Thompson ha compaginat la seva carrera com a advocat i polític, amb una carrera com a actor en diverses produccions de cinema i televisió. El seu primer rol seria en Marie, adaptació per al cinema de l'escàndol del Comitè d'Indults i Llibertat Condicional de Tennessee; va ser dirigida per Roger Donaldson i protagonitzada per Sissy Spacek, on Fred Thompson s'interpretava a si mateix.
En la seva filmografia s'inclouen entre d'altres:
- Marie (1985) de Roger Donaldson
- Sense sortida (1987) de Roger Donaldson
- Dies de tro (1990) de Tony Scott
- La caça de l'Octubre Roig (1990) de John McTiernan
- La jungla de cristall 2, Die Hard 2 (1990) de Renny Harlin
- La petita múrria (1991) de John Hughes
- Acció judicial (Class Action) (1991) de Michael Apted
- El cap de la por (1991) de Martin Scorsese
- El vol de l'Intruder (Flight of the Intruder) (1991) de John Millius
- Cor de tro (1992) de Michael Apted
- Águilas d'Acer III (1992) de John Glen
- En la línia de foc (1993) de Wolfgang Petersen
- Born Yesterday (1993) de Luis Mandoki
- El menut se'n va de marxa (1994) de Patrick Read Johnson
- Persecuted (2014) de Daniel Lusko

També ha participat en sèries de televisió com a Platja de la Xina, Roseanne, Matlock o Sexe a Nova York.
Des de l'any 2002 interpreta al fiscal del districte de Nova York, Arthur Branch, en la sèrie Law & Order de la cadena NBC. Amb un sou de 100,000 dòlars per capítol, guanya més diners per dos capítols de la sèrie que el que guanyava en un any sencer com a Senador.Plantilla:Cr

## Campanya presidencial de 2008
En una entrevista concedida al canal Fox News l'11 de març de 2007, Fred Thompson va deixar oberta la porta a una possible carrera presidencial para 2008.  "L'estic pensant, vaig a deixar la porta oberta. Vaig a esperar i veure el que succeeix. Voldria veure com van els meus col·legues que estan de campanya, què diuen, en què es focalitzen, a què li estan parant esment, i quant èxit tenen per complir-ho...".
Thompson va expressar que considerava la idea de postular-se després que l'exlíder de la majoria del Senat Howard Baker i uns altres republicans de Tennessee van començar a avalar la seva possible candidatura, citant els seus antecedents conservadors. Entre altres coses, va expressar que s'oposava al matrimoni entre homosexuals, però deixaria que els estats decidissin si permeten o no les unions civils de parelles del mateix sexe. Va indicar així mateix que recolzava la decisió del President George W. Bush d'enviar més soldats a l'Iraq.
En qualsevol cas, els analistes coincideixen que, sigui o no candidat a President, també va ser un dels més seriosos aspirants per a la candidatura a la Vicepresidència. No obstant això, el 5 de setembre va anunciar oficialment la seva candidatura presidencial, al programa de Jay Leno. El 13 de novembre de 2007, va rebre el suport públic de la National Right to Life Committee, la més important organització contra l'avortament dels EUA. El 22 de gener de 2008, va retirar la seva candidatura a la presidència.

## Història electoral
- Elecció especial al Senat dels EUA en 1994
  - Fred Thompson (R), 60%
  - Jim Cooper (D), 39%
- Elecció al Senat dels EUA en 1996
  - Fred Thompson (R) (inc.), 61%
  - Houston Gordon (D), 37%

## Últims anys
Fred Thomson va ser la veu en off que va presentar la Convenció Republicana de 2004, celebrada en el Madison Square Garden, Nova York. En 2005 el President George W. Bush ho va nomenar perquè exercís de conseller del nou president del Tribunal Suprem dels EUA, John Roberts, en el seu procés de confirmació davant el Senat. En 2006 es va especular que pogués presentar-se com a candidat republicà al lloc de Governador de Tennessee, però finalment va rebutjar la idea.

### Càncer i defunció
A l'abril de 2007 en una entrevista en Your World with Neil Cavuto en Fox News, Thompson va declarar que tenia un limfoma, un tipus de càncer incurable, però va agregar que la malaltia era tractable. "No m'ha causat cap malaltia, ni tan sols un símptoma. La meva expectativa de vida no hauria de veure's afectada. Estic en remissió, i és molt tractable amb medicaments si en el futur ho necessito i sense efectes secundaris debilitants", va ser el que s'ha dit per Thompson. Thompson va morir l'1 de novembre de 2015 a causa d'una recaiguda del càncer que patia feia diversos anys.